# أنتوني مورس
أنتوني مورس (بالإنجليزية: Anthony Morse) هو أستاذ جامعي ورياضياتي أمريكي، ولد في 1911 في إثاكا في الولايات المتحدة، وتوفي في 1984.